# Vivario
Vivario is een gemeente in het Franse departement Haute-Corse (regio Corsica) en telt 503 inwoners (2004).

## Geografie
De oppervlakte bedraagt 79,28 km², de bevolkingsdichtheid is 6 inwoners per km²

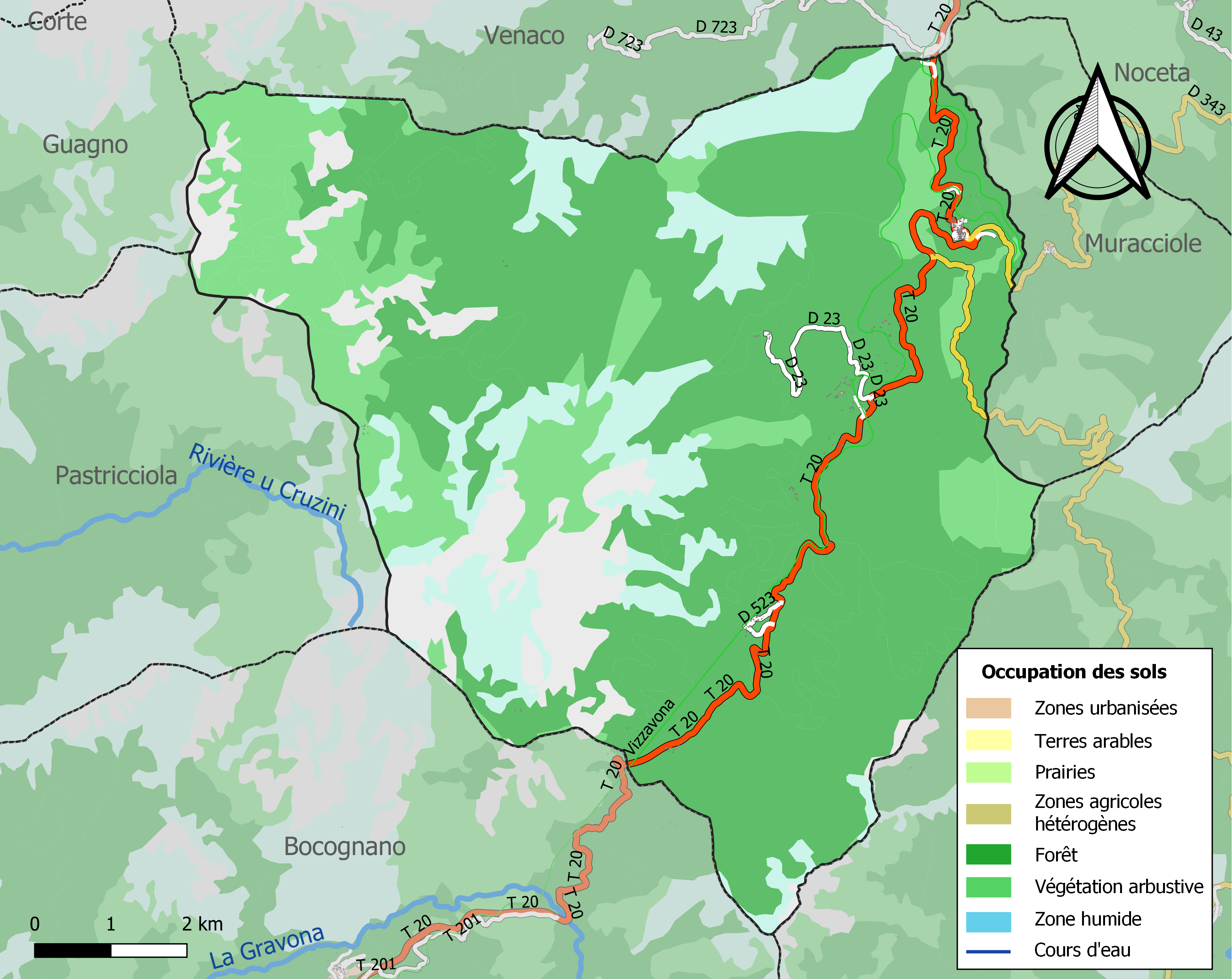
Kaart van de gemeente met de belangrijkste infrastructuur, bodemgebruik en omliggende gemeenten

## Demografie
Onderstaande figuur toont het verloop van het inwonertal (bron: INSEE-tellingen).
Vanwege een beveiligingsprobleem met de MediaWiki Graph-software is het momenteel niet mogelijk deze grafiek weer te geven. Zodra de software is bijgewerkt zal de grafiek vanzelf weer zichtbaar worden.